# Scoparia aequipennalis
Scoparia aequipennalis là một loài bướm đêm trong họ Crambidae.